# Ambasador I
Die Ambasador I war ein Kreuzfahrtschiff der in Panama ansässigen Reederei Adriatic Cruises, das 1958 als Jedinstvo für die kroatische Jadrolinija in Dienst gestellt wurde. Das zuletzt vor den Galapagosinseln eingesetzte Schiff blieb bis 2004 in Fahrt und wurde im folgenden Jahr in Ecuador abgewrackt.

## Geschichte
Die Jedinstvo entstand als letztes von drei Schwesterschiffen bei Brodogradiliste in Split unter der Baunummer 132 und wurde am 1. Juli 1957 vom Stapel gelassen. Nach der Ablieferung an Jadrolinija im Januar 1958 wurde es für Kreuzfahrten sowie für den Liniendienst vor der Küste Kroatiens eingesetzt. Die Jedinstvo unterschied sich von ihren älteren Schwesterschiffen Jugoslavija (1956) und Jadran (1957) durch ihre luxuriösere Ausstattung, da sie anders als die beiden anderen Einheiten nur Passagiereinrichtungen der Ersten Klasse besaß.
1978 wurde die Jedinstvo in Ambasador umbenannt und an die Atlas Jugoslavenska Putnicka Agecija mit Sitz in Dubrovnik verkauft, die sie zu einem reinen Kreuzfahrtschiff umbauen ließ und fortan für Mittelmeerkreuzfahrten einsetzte.
1989 ging das Schiff an Dive & Sail Holiday Ltd. mit Sitz in Panama. Unter dem neuen Namen Aquanaut Ambasador wurde es in die Karibik überführt und dort für Expeditionskreuzfahrten eingesetzt. 1990 übernahm Adriatic Cruises die Aquanaut Ambasador und benannte sie in Ambasador I um. Seit 1993 war die Islas Galapagos Turismos y Vapores SA mit Sitz in Ecuador Eigner des nun vor den Galapagosinseln eingesetzten Schiffes.
Nach elf weiteren Dienstjahren wurde die Ambasador I 2004 ausgemustert und im August des folgenden Jahres in Guayaquil abgewrackt. Ihre beiden Schwesterschiffe überlebten sie um mehrere Jahre: Die Jugoslavija wurde 2011 als Hermes in der Türkei abgewrackt, die Jadran 2015 in Kanada.